# Universal Monsters

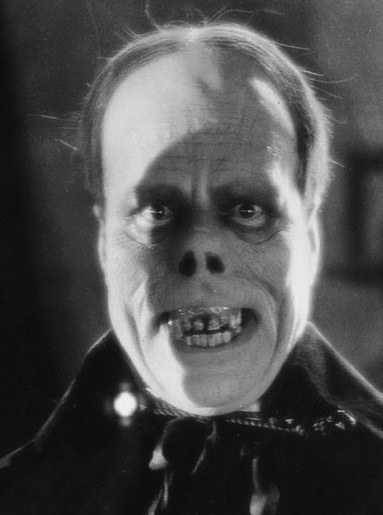
Lon Chaney în Fantoma de la operă (1925)

Universal Monsters sau Universal Horror  este o serie de filme clasice de groază, SF și de suspans produse de Universal Studios în perioada 1923 - 1960. Seria de filme a început cu Cocoșatul de la Notre-Dame din 1923 și a continuat cu filme ca Fantoma de la operă (1925), Dracula, Frankenstein, Mumia (The Mummy), Omul invizibil (The Invisible Man), Mireasa lui Frankenstein (Bride of Frankenstein), Son of Frankenstein, The Wolf Man, The Ghost of Frankenstein, Frankenstein Meets the Wolf Man, Son of Dracula sau Creature from the Black Lagoon. Studioul a angajat actori celebri în genul horror ca Lon Chaney, Bela Lugosi, Boris Karloff sau Lon Chaney, Jr. și numeroși regizori ca Tod Browning, James Whale, Robert Florey sau Karl Freund.

## Istorie
În 1930, studiourile Universal au pierdut 2,2 milioane de dolari. În 48 de ore de la premiera sa la New York's Roxy Theatre din 12 februarie 1931, filmul Dracula cu Bela Lugosi a vândut 50.000 de bilete, acesta fiind începutul unui profit de 700.000 de dolari, cel mai mare pentru o lansare Universal din 1931. Ca rezultat, șeful producției, Carl Laemmle Jr., a anunțat că există planuri imediate pentru realizarea mai multor filme de groază.
De la treizeci de ani, Carl Laemmle Jr., fiul lui Carl Laemmle, șeful Universal Studios, a început să dezvolte un mare interes în proiecte de groază, cu dezaprobare inițială a tatălui său. Laemmle Sr., convins de fiul său, a aprobat un buget mare pentru filmul Dracula cu Bela Lugosi în rolul vampirului iconic. Filmul s-a dovedit a fi un mare succes și a determinat Universal Studios să producă în continuare filme de groază: următorul proiect era Frankenstein, bazat pe romanul gotic omonim scris în 1818 de Mary Shelley. Studiourile au angajat inițial regizorul franco-american Robert Florey pentru a regiza filmul. Florey a arătat imediat un mare interes față de acest proiect și a dezvoltat o mare parte din subiectul inițial al povestirii. Florey a conceput scenariul cu ajutorul lui Garrett Fort, care a combinat ideile regizorului cu o adaptare pentru teatru a lui Peggy Webling și John Balderston Povestea lui Florey și Fort, mai gravă și mai puțin plină de umor, se baza în mare parte pe faimosul film Cabinetul doctorului Caligari din 1920. Există mai multe similitudini între Cabinetul doctorului Caligari și romanul lui Mary Shelley, pentru că în ambele protagoniștii creează ființe.
În timp ce Florey și Fort lucrau la filmul Dracula, șefii Universal Studios se gândeau la rolul principal. Alegerea cea mai logică a fost Bela Lugosi, care era unul dintre cele mai faimoase chipuri ale companiei de producție. Dar actorul și-a exprimat rezervele cu privire la proiect. Nu a vrut să interpreteze un monstru mut cu mască, deoarece se considera prea fascinant și faimos pentru un astfel de rol.
Imediat după succesul său în Dracula, Bela Lugosi a sperat că va interpreta rolul doctorului Frankenstein în conceptul original al filmului. Cu toate acestea,  producătorul Carl Laemmle Jr. a dorit ca Lugosi să joace rolul monstrului.
În 1936, la cinci ani după premiera filmului Dracula, Universal a lansat Fiica lui Dracula (Dracula's Daughter), o continuare directă care începe imediat după încheierea primului film. Un al doilea sequel, Fiul lui Dracula (Son of Dracula), cu Lon Chaney, Jr., a apărut în 1943. Contele a revenit la viață în alte trei filme Universal de la mijlocul anilor 1940: Casa lui Frankenstein (House of Frankenstein) din 1944, Casa lui Dracula (House of Dracula) din 1945 și în comedia din 1948 Abbott and Costello Meet Frankenstein. Universal ar fi dorit ca Lugosi să-l interpreteze pe Dracula într-un alt film, alături de cuplul Abbott și Costello menționat mai sus, acordând rolul lui John Carradine pentru filmele "monster rally" (maratonul monștrilor) de la mijlocul anilor 1940, deși Carradine se apropia mai mult de descrierea fizică a lui Dracula realizată de Stoker în carte.  Multe dintre imaginile familiare cu Dracula provin din fotografii ale bătrânului Lugosi, realizate la filmarea comediei din 1948, astfel încât rămân două încarnări distincte ale lui Lugosi ca Dracula cu risc de confuzie, cu o diferență de șaptesprezece ani. Din cauză că Lugosi a mai jucat roluri de vampir în alte trei filme în timpul carierei sale, acest lucru a contribuit la o concepție greșită a publicului, conform căreia l-a reprezentat pe Dracula în film de mai multe ori.
Și filmul Frankenstein a avut numeroase continuări, începând cu Bride of Frankenstein (1935), în care Elsa Lanchester joacă mireasa monstrului.
Următoarea continuare, Son of Frankenstein (1939), a fost făcută, ca toate celelalte care au urmat, fără Whale sau Clive (care a murit în 1937). Acest film a reprezentat ultimul film complet al lui Karloff ca monstrul lui Frankenstein. În Fiul lui Frankenstein, Basil Rathbone a interpretat rolul  Baronului Wolf von Frankenstein, Bela Lugosi ca Ygor cocoșatul și Lionel Atwill ca inspectorul Krogh.
The Ghost of Frankenstein a fost lansat în 1942, cu Lon Chaney Jr. ca monstrul lui Frankenstein, preluând rolul lui  Boris Karloff, care a jucat acest rol în primele trei filme ale seriei, iar Bela Lugosi apare pentru a doua oară în rolul lui Ygor.
În al cincilea film, Frankenstein Meets the Wolf Man lansat în 1943 sub regia lui Roy William Neill, Bela Lugosi este monstrul lui Frankenstein. Acesta este și un  sequel al The Wolf Man, cu Lon Chaney Jr. ca omul-lup. Karloff a revenit în serie, dar nu în rolul său ci ca Dr. Gustav Niemann, în House of Frankenstein (1944), în care mai apar John Carradine ca Dracula și Glenn Strange ca monstrul lui Frankenstein pe lângă Chaney ca omul-lup. House of Dracula (1945) continuă tradiția filmelor Universal în care apar cei trei monștri cei mai populari într-un singur film. 
Multe dintre filmele care au urmat prezintă  monstrul lui Frankenstein care apare în povestea principală a unui alt personaj. Ultima sa apariție într-un film Universal este în comedia  Abbott and Costello Meet Frankenstein (1948).
Deși nu este legat de seria Universal, filmul târziu Frankenstein 1970 prezintă un om de știință Frankenstein, aici jucat de Karloff, animând monstrul cu un reactor nuclear.

## Re-imaginarea seriei de filme
În mai 2017, Universal Pictures a anunțat că seria sa clasică de filme Universal Monsters va fi reînnoită într-o reinterpretare modernă, serie denumită Dark Universe. Seria nouă a început cu filmul Mumia (The Mummy) din 2017 și se presupune că viitorul film va fi Mireasa lui Frankenstein, în regia lui Bill Condon. Filmul a fost programat să aibă premiera la 14 februarie 2019, dar, din cauza unor probleme cu scenariul, Universal Pictures și regizorul Bill Condon au decis să amâne acest proiect. În octombrie 2017, pre-producția filmului a început atunci când echipa de creație și studioul au decis să amâne lansarea pentru a continua lucrul la scenariu cu intenția de a îmbunătăți povestea. Deadline a afirmat că Javier Bardem și Angelina Jolie încă fac parte din distribuția noului film ca  monstrul lui Frankenstein și, respectiv, mireasa acestuia. În aceeași lună, Condon a declarat că, dacă Jolie decide să părăsească proiectul, ar fi interesat s-o vadă pe Gal Gadot în rolul titular.  Însă, la 8 noiembrie 2017, Alex Kurtzman și Chris Morgan au început lucrul la alte proiecte, lăsând în dubii viitorul francizei Dark Universe.
În ianuarie 2018, Condon a strâns o echipă de producție compusă din scenaristul Tobias A. Schliessler, designerul de producție Sarah Greenwood, compozitorul Carter Burwell și designerul de costume Jacqueline Durran.

## Legături externe
- Moștenirea Monștrilor Universal Arhivat în 11 aprilie 2015, la Wayback Machine.